# Antônio Alves de Morais
Antônio Alves de Morais (Pereiro, 14 de julho de 1942) é um professor e político brasileiro, outrora deputado federal pelo Ceará.

## Dados biográficos
Filho de José Mílton de Morais e Olindina Alves de Carvalho. Eleito vereador pelo MDB de Fortaleza em 1966, formou-se em Letras Clássicas na Universidade Federal do Ceará em 1968 e em Ciências Jurídicas e Sociais pela mesma instituição. Professor da rede estadual de ensino, não foi reeleito vereador, mas venceu as eleições para deputado federal em 1974 e 1978, entrando no PTB quando restauraram o pluripartidarismo em 1980, mas divergências quanto ao comando do partido entre Ivete Vargas e Leonel Brizola o fizeram seguir este último e ingressar no PDT.
Em nova mudança partidária, rumou para o PMDB sendo reeleito deputado federal em 1982. Durante a legislatura votou a favor da Emenda Dante de Oliveira em 1984 e escolheu Tancredo Neves no Colégio Eleitoral em 1985. Abandonou a vida política ao final do mandato.